# UCI Coupe des Nations Femmes Juniors 2022
Navigation
Édition précédente Édition suivante
L'UCI Coupe des Nations Femmes Juniors 2022 est la 7e édition de l'UCI Coupe des Nations Femmes Juniors. Elle est réservée aux cyclistes de sélections nationales de moins de 19 ans (U19). Elle est organisée par l'Union cycliste internationale. 
Six manches sont au programme, auxquelles il faut ajouter les championnats du monde et continentaux juniors,. 

## Résultats

### Épreuves
| Date           | Épreuve                                           | Pays        | Vainqueur            | Deuxième             | Troisième             | Leader (nations) |
| -------------- | ------------------------------------------------- | ----------- | -------------------- | -------------------- | --------------------- | ---------------- |
| 20 mars        | Piccolo Trofeo Alfredo Binda                      | Italie      | Francesca Pellegrini | Michela De Grandis   | Lucia Ruiz Pérez      | Italie           |
| 24 mars        | Championnat d'Afrique du contre-la-montre juniors | Égypte      | Caitlin Thompson     | Raja Chakir          | Saron Tekie           | Italie           |
| 26 mars        | Championnat d'Afrique sur route juniors           | Égypte      | Caitlin Thompson     | Romna Guesh          | Aline Uwera           | Italie           |
| 26 mars        | Championnat d'Asie du contre-la-montre juniors    | Tadjikistan | Anna Kuskova         | Dariya Kazakbay      | Thi Be Hong Nguyen    | Italie           |
| 27 mars        | Gand-Wevelgem juniors                             | Belgique    | Nienke Veenhoven     | Laura Lizette Sander | Maurène Trégouët      | Pays-Bas         |
| 28 mars        | Championnat d'Asie sur route juniors              | Tadjikistan | Sofiya Karimova      | Alina Spirina        | Dariya Kazakbay       | Pays-Bas         |
| 9 avril        | Championnat d'Océanie du contre-la-montre juniors | Australie   | Isabelle Carnes      | Sophie Marr          | Bronte Stewart        | Pays-Bas         |
| 10 avril       | Championnat d'Océanie sur route juniors           | Australie   | Belinda Bailey       | Bronte Stewart       | Mackenzie Coupland    | Pays-Bas         |
| 22-24 avril    | Circuit de Borsele juniors                        | Pays-Bas    | Zoe Bäckstedt        | Isabel Sharp         | Anna van der Meiden   | Grande-Bretagne  |
| 7-8 mai        | Tour du Gévaudan                                  | France      | Églantine Rayer      | Julie Bego           | Daniela Schmidsberger | Pays-Bas         |
| 7 juillet      | Championnat d'Europe du contre-la-montre juniors  | Portugal    | Justyna Czapla       | Églantine Rayer      | Febe Jooris           | Pays-Bas         |
| 9 juillet      | Championnat d'Europe sur route juniors            | Portugal    | Églantine Rayer      | Eleonora Ciabocco    | Federica Venturelli   | France           |
| 27-28 août     | Bizkaikoloreak                                    | Espagne     | Nienke Vinke         | Alizée Rigaux        | Églantine Rayer       | Pays-Bas         |
| 9-11 septembre | Watersley Ladies Challenge                        | Pays-Bas    | Zoe Bäckstedt        | Julia Kopecky        | Justyna Czapla        | France           |
| 20 septembre   | Championnat du monde du contre-la-montre juniors  | Australie   | Zoe Bäckstedt        | Justyna Czapla       | Febe Jooris           | Pays-Bas         |
| 24 septembre   | Championnat du monde sur route juniors            | Australie   | Zoe Bäckstedt        | Églantine Rayer      | Nienke Vinke          | Grande-Bretagne  |

### Classement par nations
| #  | Pays            | Pts. |
| -- | --------------- | ---- |
| 1  | Grande-Bretagne | 174  |
| 2  | Pays-Bas        | 170  |
| 3  | France          | 165  |
| 4  | Belgique        | 109  |
| 5  | Allemagne       | 107  |
| 6  | Tchéquie        | 96   |
| 7  | Italie          | 69   |
| 8  | Espagne         | 63   |
| 9  | Estonie         | 45   |
| 10 | Australie       | 35   |